# Калуська ратуша
Ка́луська ра́туша — приміщення, де засідав магістрат міста Калуша, що в Івано-Франківській області. Розташована в кінці вулиці Костельна на розі з вулицею Шевченка, єдина частково вціліла будівля з лівого (непарного) боку.
Побудована ратуша на початку XX ст. Це була невелика споруда з оригінальною кутовою вежею, на верху якої містився годинник з циферблатами на чотири боки.
За радянських часів розміщувались адміністративні установи, а управління сільського господарства райвиконкому — і в роки незалежності до практичного руйнування будівлі під приводом реконструкції за часів мера Романа Сушка.
Нині від ратуші залишилися тільки частина фасаду й вежа з годинником. Табличка на вцілілій стіні промовляє: «Охороняється державою, пошкодження карається законом».
Близько 8:00 23 липня 2013 року Калуська ратуша згоріла.

## Фотографії

### Зовнішній вигляд

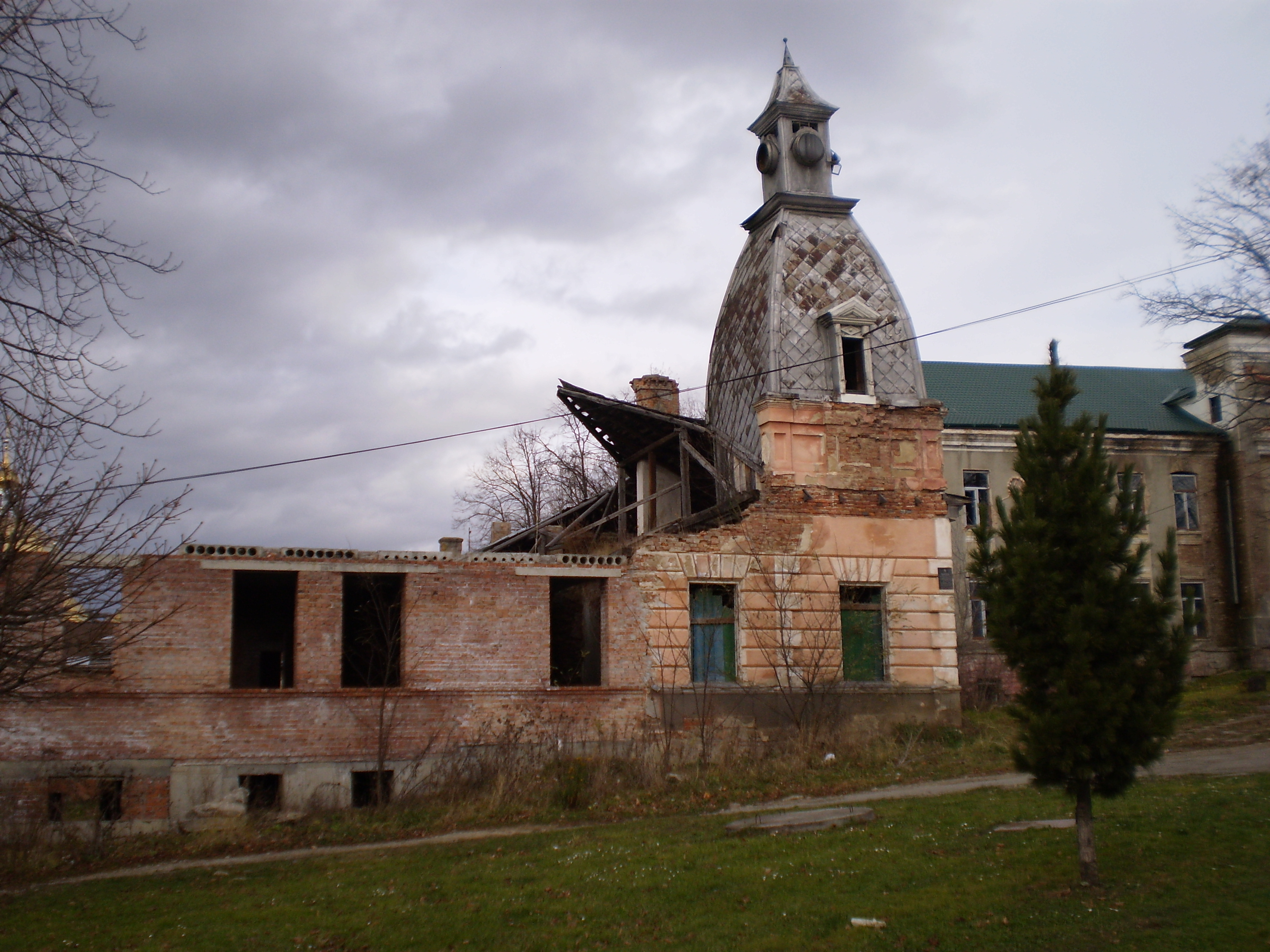
Сучасний стан ратуші
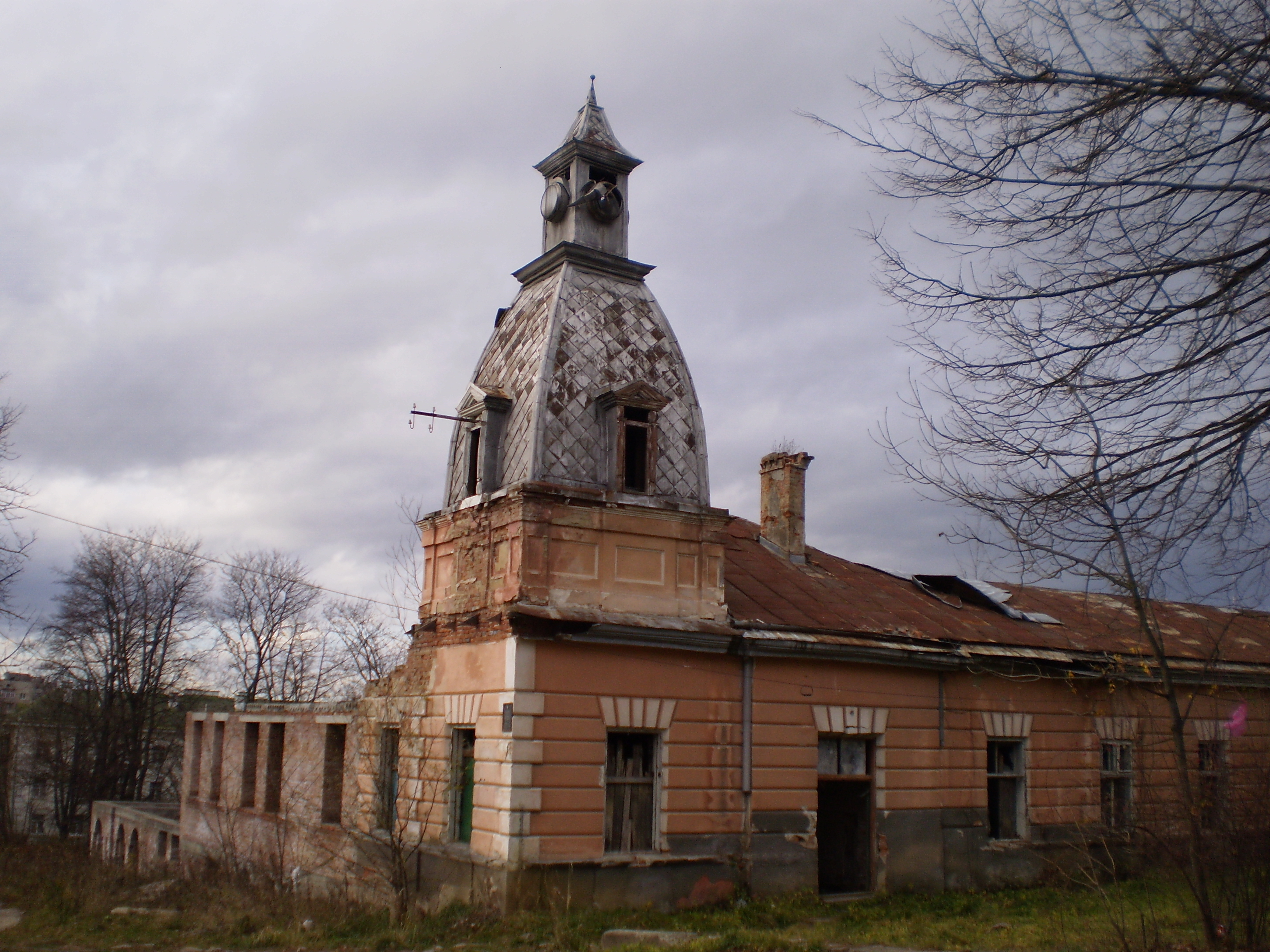
Сучасний стан ратуші
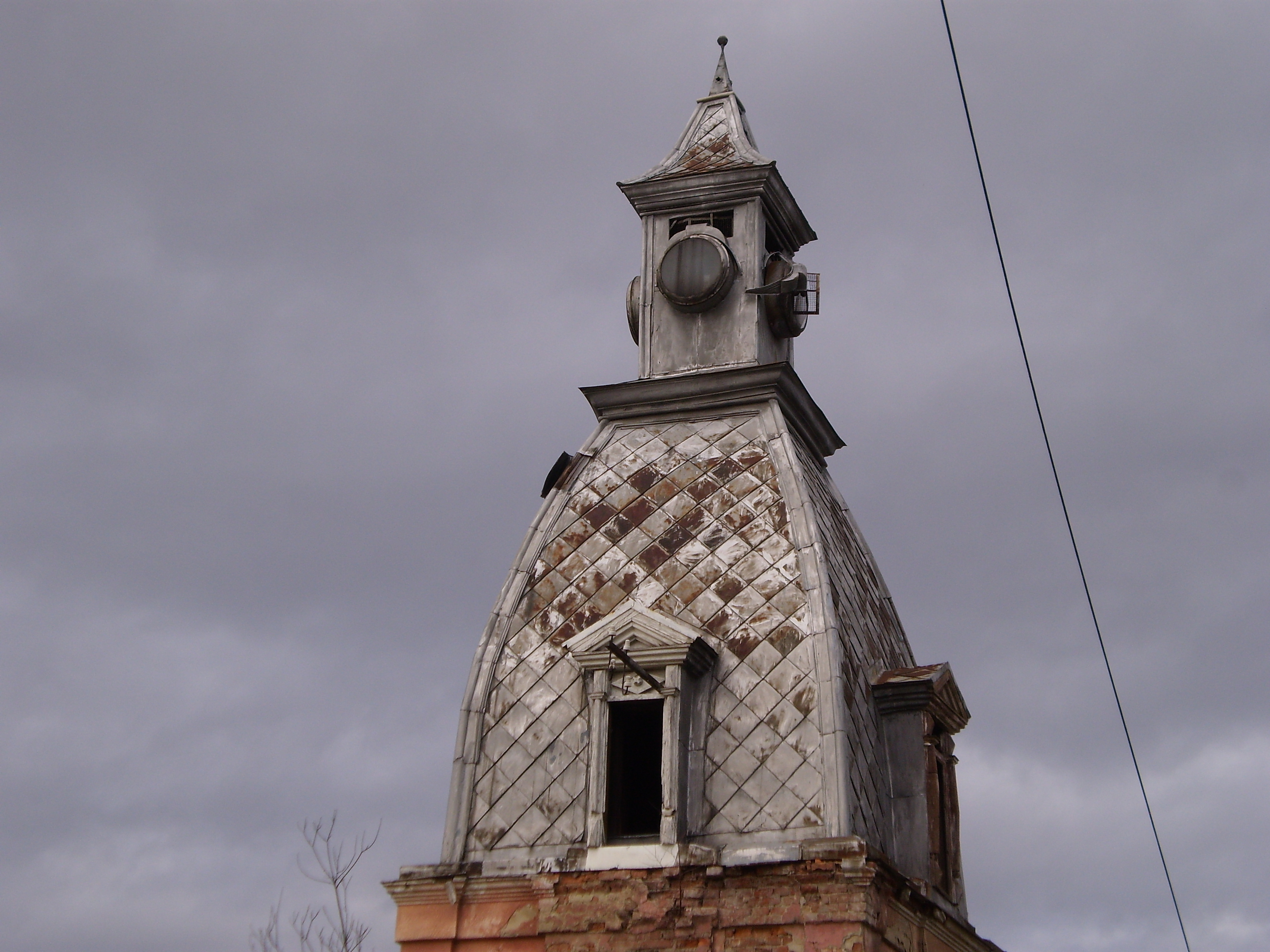
Вежа із залишками годинника
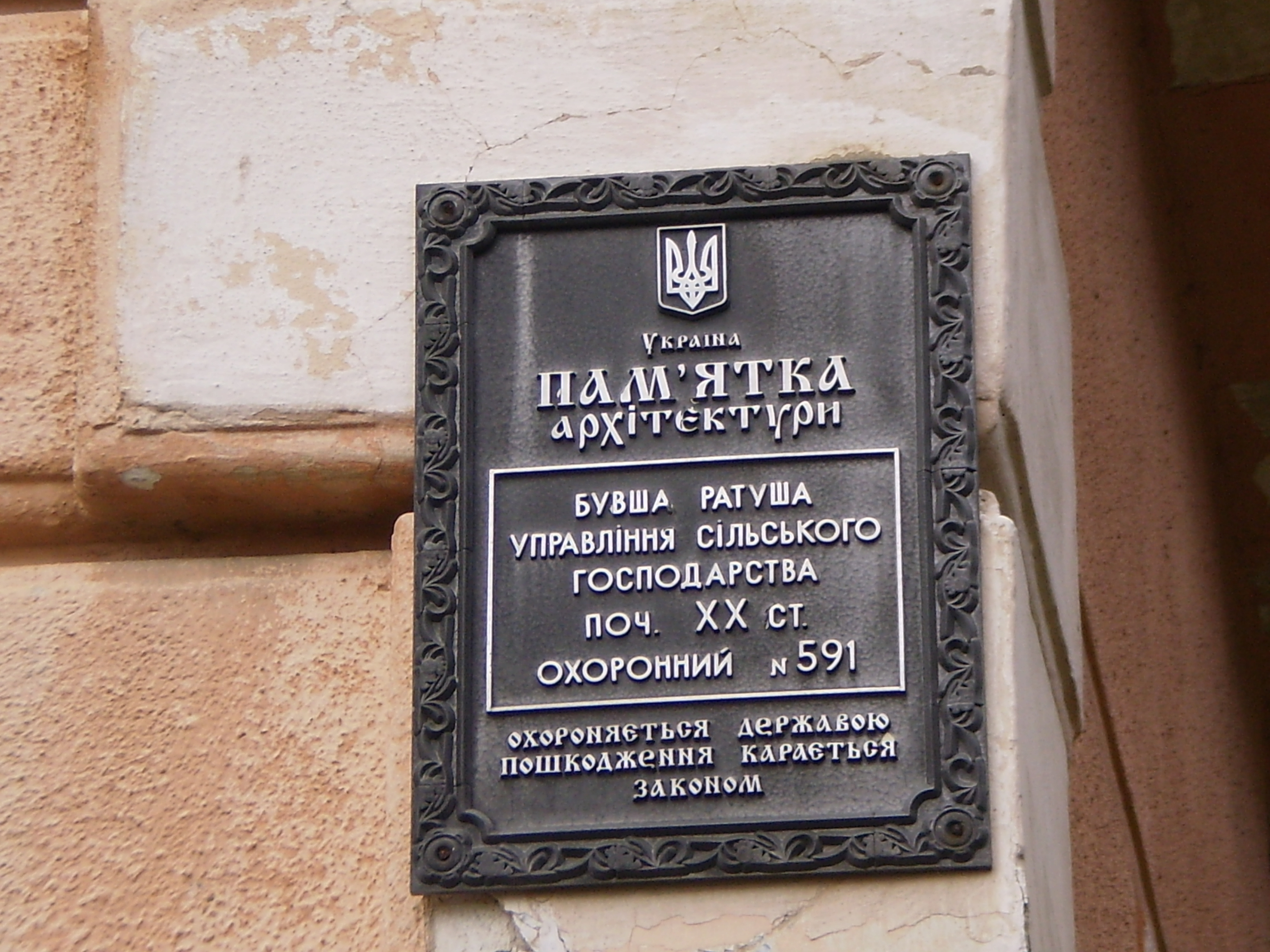
Охоронна таблиця

### Внутрішній вигляд

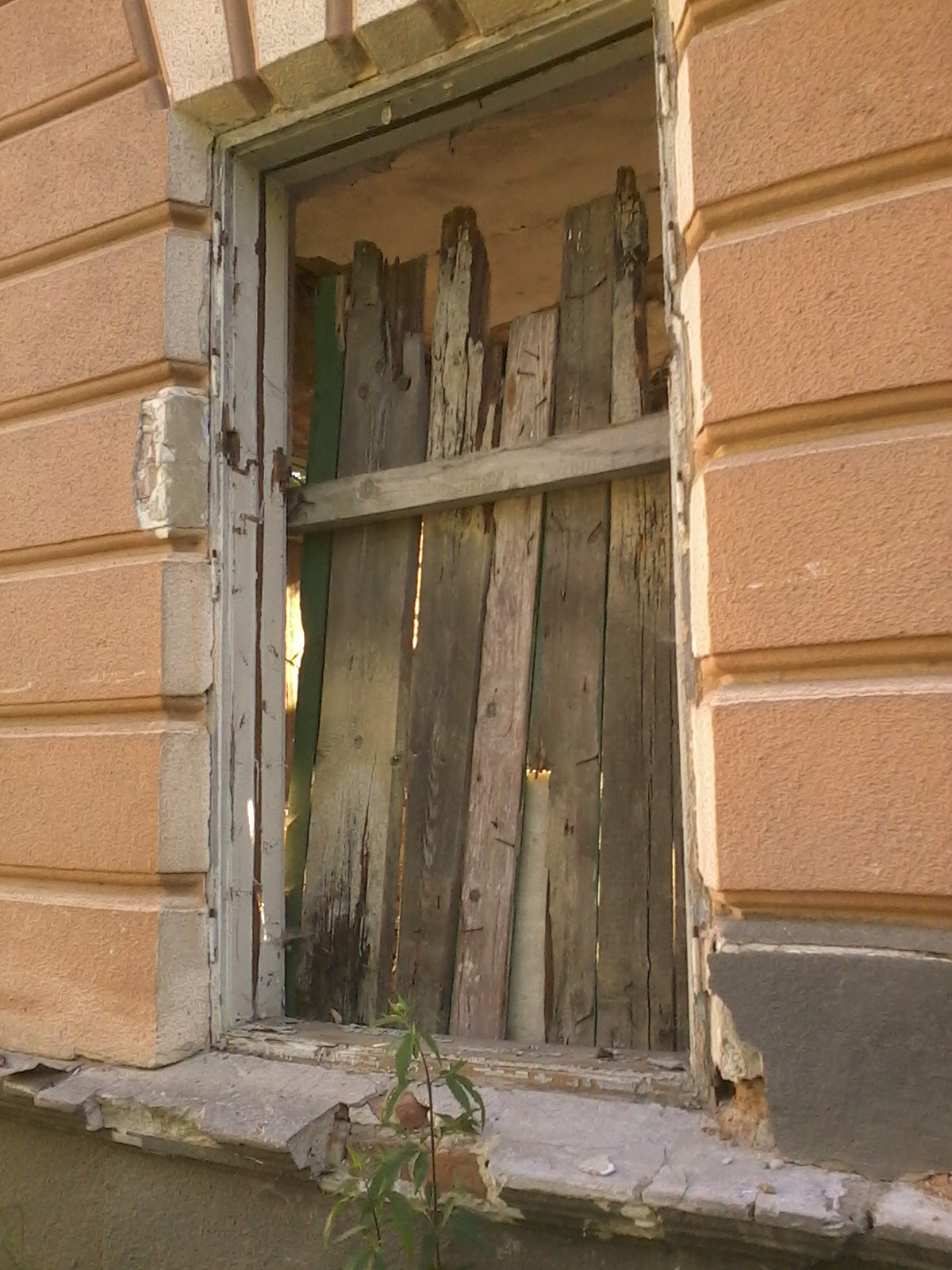
Вікно колишньої Калуської ратуші
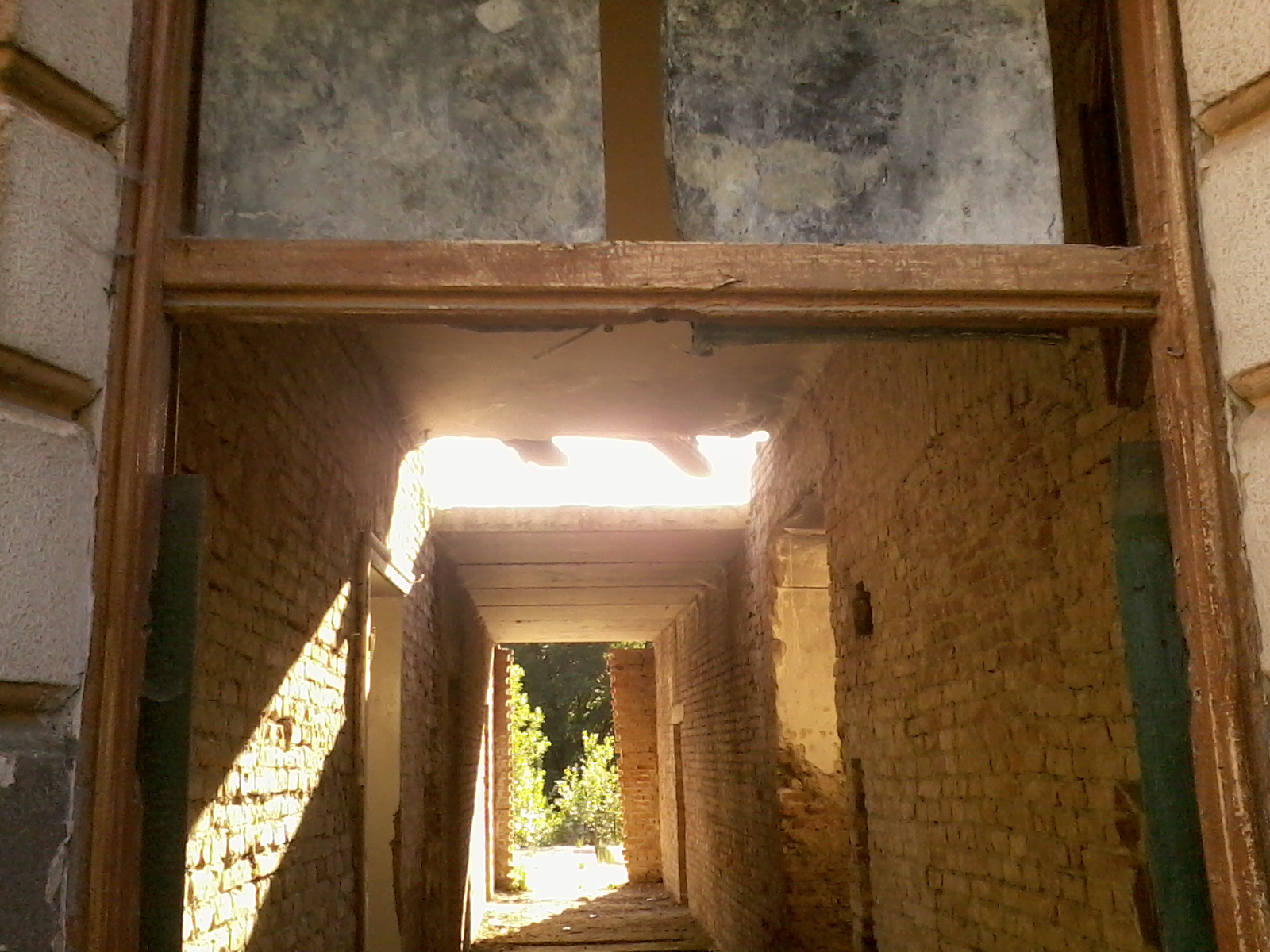
Ратуша всередині